# Larry Lauchle

Zawodnik Pittsburgh Panthers

Lawrence Eugene "Larry" Lauchle (ur. 17 września 1939 w Muncy w Pensylwanii) – amerykański zapaśnik walczący w stylu klasycznym. Olimpijczyk z Rzymu 1960, gdzie zajął 25. miejsce w wadze koguciej.
Zawodnik Muncy High School i University of Pittsburgh. Trzy razy All-American w NCAA Division I (1959–1961). Pierwszy w 1961; drugi w 1959 i 1960 roku.

## Letnie Igrzyska Olimpijskie 1960
| Konkurencja          | Rundy eliminacyjne          | Rundy eliminacyjne   | Klas. końcowa |
| Konkurencja          | Przeciwnik I                | Przeciwnik II        | Miejsce       |
| -------------------- | --------------------------- | -------------------- | ------------- |
| 57 kg styl klasyczny | Masamitsu Ichiguchi (JPN) P | Yaşar Yılmaz (TUR) P | 25.           |